# CatDog
CatDog is een Amerikaanse tekenfilmserie, bedacht door Peter Hannan. De serie gaat over een soort Siamese tweeling. De ene kant is Cat, een intelligente en rustige kat, de andere kant is Dog, een naïeve, maar optimistische hond. De twee zitten aan elkaar vast voor de rest van hun leven, hoewel het twee totaal verschillende personages zijn. De titelsong van de Nederlandse versie werd ingezongen door Fred Butter.
Er bestaat ook een film over CatDog, genaamd CatDog en het Grote Oudermysterie.

## Prijzen
- CatDog heeft ook enkele prijzen, onder andere in de top 75 beste momenten ooit (uit 5 jaar Nickelodeon NL).

## Nederlandse stemmen
- Cat - Just Meijer
- Dog - Huub Dikstaal
- Willem - Fred Butter
- Overige Stemmen worden gedaan door o.a.: Fred Meijer

### Nickelodeon NL
- Nickelodeon 5 Jaar: Nummer 25: Het einde van CatDog. ("CatDog's End")